# 프랑스 대학도서관 종합목록

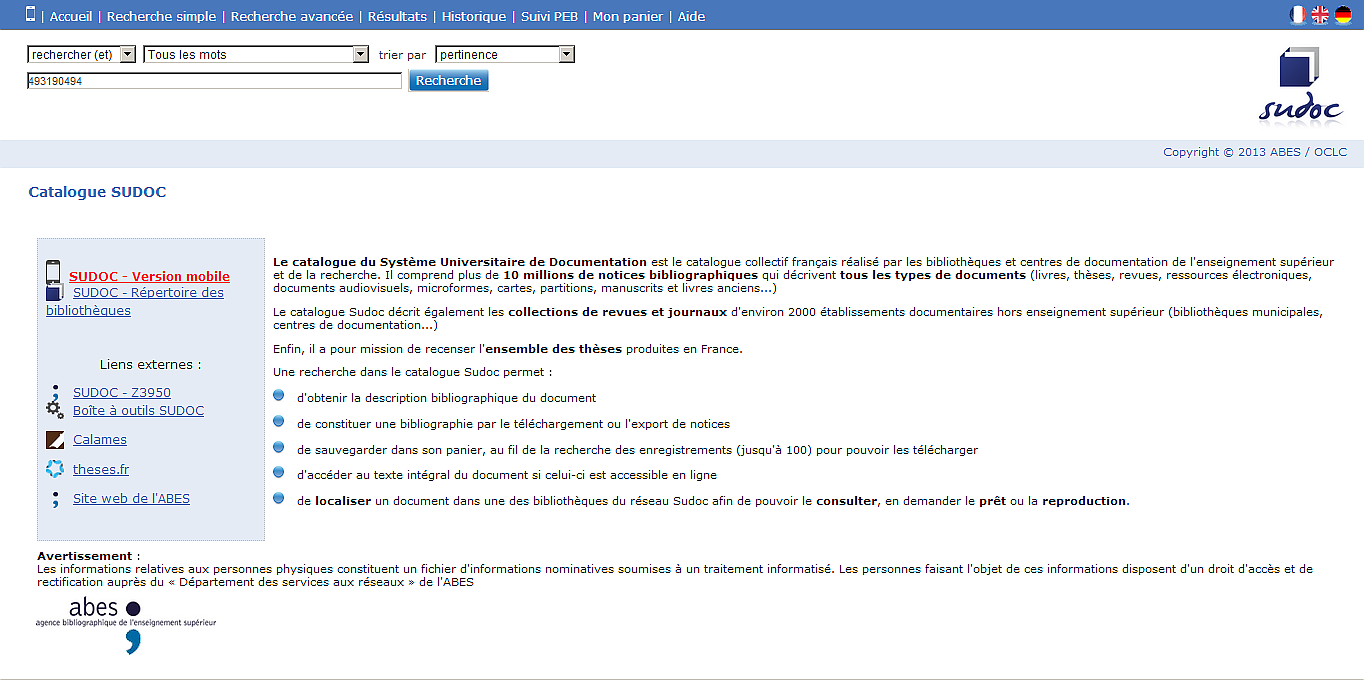
스크린샷

프랑스 대학도서관 종합목록(프랑스어: Système universitaire de documentation, SUDOC)은 프랑스의 대학교 및 고등 교육 기관 도서관이 소유한 문서를 정리하는 시스템이다.